# Dynjandisheiði
Dynjandisheiði (isländskt uttal: [ˈtɪnjantɪsˌheiːðɪ]) är ett bergspass som går mellan Arnarfjörður och Barðaströnd i republiken Island. Det ligger i regionen Västfjordarna, i den västra delen av landet. Vägen över passet har en maximal höjd på 500 meter. Den var den första biltillgängliga vägen till Ísafjörður och den första förbindelsen mellan Ísafjörður och Barðaströnd.

## Planer på vägtunnel eller ny väg
Den isländska vägförvaltningen har planer på en tunnel under Dynjandisheiði som skulle vara 10,8 kilometer lång. Det har också funnits förslag om att bygga en andra väg över passet.